# باشگاه فوتبال لیپایاس متالورگس
باشگاه فوتبال لیپایاس متالورگس (لتونیایی: Futbola klubs "Liepājas metalurgs") یک باشگاه فوتبال اسلواکی بود که در لیپایا پایه‌گذاری شده بود. این باشگاه در سال ۲۰۱۳ به دلیل ورشکستگی انحلال یافت.